# ارلن فرنسیس
آرلین فرانسیس (Arline Francis Kazanjian) (۲۰ اکتبر ۱۹۰۷ – ۳۱ مه ۲۰۰۱) بازیگر، مجری برنامه گفتگوی رادیویی و تلویزیونی آمریکایی بود. او بیشتر به خاطر نقش طولانی مدتش به عنوان یک پانلیست در برنامه بازی تلویزیونی «خط من چیست؟» که به‌طور مرتب به مدت ۲۵ سال، از سال ۱۹۵۰ تا ۱۹۷۵، در هر دو نسخه شبکه ای و سندیکایی این برنامه در آن ظاهر شد، شناخته می‌شود.

## زندگی‌نامه کوتاه
فرانسیس در ۲۰ اکتبر ۱۹۰۷ در بوستون، ماساچوست، به دنیا آمد. دختر لیا (نام خانوادگی دیویس) و آرام کازنجیان پدر ارمنی او در سن ۱۶ سالگی در پاریس در حال تحصیل هنر بود که متوجه شد پدر و مادرش هر دو در یکی از قتل‌عام‌هایی که دولت عثمانی در ترکیه بین سال‌های ۱۸۹۴ و ۱۸۹۶ مرتکب شده بود، کشته شده‌اند. او به ایالات متحده مهاجرت کرد و یک عکاس پرتره شد، استودیوی خود را در بوستون در اوایل قرن بیستم افتتاح کرد. بعدها در زندگی، کازانجیان بوم‌هایی از چوب‌های سگ، «خرگوش در حال پرواز» و دیگر صحنه‌های طبیعت را نقاشی کرد و آنها را در حراجی در نیویورک به فروش رساند.
وقتی فرانسیس هفت ساله بود، پدرش تصمیم گرفت که فرصت‌ها در نیویورک بیشتر باشد و خانواده را به آپارتمانی در واشینگتن هایتس، منهتن منتقل کرد. او تا زمانی که در سال ۱۹۹۳ وارد خانه سالمندان سانفرانسیسکو شد، مقیم نیویورک بود.

## زندگی شغلی
پس از حضور در کالج فینچ، فرانسیس حرفه ای متنوع را به عنوان یک سرگرمی متفرقه در شهر نیویورک آغاز کرد. او با بازی در بسیاری از تئاترهای محلی و نمایش‌های خارج از برادوی و در ۲۵ نمایشنامه برادوی تا سال ۱۹۷۵، به یک بازیگر برجسته صحنه تبدیل شد. در سال ۱۹۳۲، او اولین فیلم خود را در فیلم قتل‌های یونیورسال در خیابان سردخانه انجام داد. او تا دهه ۱۹۷۰ به‌طور پراکنده در فیلم‌ها ظاهر شد.
فرانسیس به یک شخصیت مشهور رادیویی شهر نیویورک تبدیل شد و چندین برنامه را میزبانی کرد. در سال ۱۹۳۸ او مجری زن برنامه بازی رادیویی نام من چیست؟ شد. اگرچه چندین مرد در طول سال‌ها به عنوان مجریان مشترک ظاهر شدند، فرانسیس تنها مجری زن در طول برنامه طولانی مدت (در شبکه‌های ABC, NBC و Mutual) تا پایان آن در سال ۱۹۴۹ بود.
در سال ۱۹۴۰، فرانسیس نقش بتی را در بتی و باب، پخش اولیه اپرا رادیویی، بازی کرد.
در سال ۱۹۴۳، او به عنوان مجری برنامه بازی‌های رادیویی شبکه ای، Blind Date، که از سال ۱۹۴۹ تا ۱۹۵۲ نیز در تلویزیون ABC و NBC میزبانی کرد، شروع به کار کرد. از سال ۱۹۵۲ تا ۱۹۶۱ او جایگزین دائمی دیو گارووی در برنامه امروز بود. او در دهه‌های ۱۹۵۰ و ۱۹۶۰ به‌طور منظم در مانیتور رادیو NBC مشارکت داشت و یک برنامه چت طولانی مدت در ظهر در WOR-AM را میزبانی کرد که از سال ۱۹۶۰ تا ۱۹۸۴ اجرا شد.
فرانسیس در برنامه هفتگی بازی «خط من چیست؟» شرکت می‌کرد. از قسمت دوم آن در CBS در سال ۱۹۵۰ تا لغو شبکه آن در سال ۱۹۶۷، و در نسخه روزانه آن از سال ۱۹۶۸ تا ۱۹۷۵.
برنامه اصلی، که مهمانانی را که شغل یا «خط» آنها را می‌توانستند حدس بزند، به یکی از نمایش‌های بازی تلویزیونی کلاسیک تبدیل شد که به دلیل شهرنشینی میزبان و اعضای میزگرد آن مورد توجه قرار گرفت.
او در نمایش‌های بازی دیگر، از جمله بازی Match, Password, To Tell the Truth، و سایر برنامه‌های تولید شده توسط مارک گودسون و بیل تادمن ظاهر شد، از جمله میزبانی کوتاه مدت در نمایش Goodson-Todman By Popular Demand، که جایگزین میزبان اصلی رابرت آلدا شد.
بر اساس TV Guide، فرانسیس پردرآمدترین شرکت کننده در پنل نمایش بازی در دهه ۱۹۵۰ بود که در نسخه اصلی What's My Line؟ به ازای هر نمایش ۱۰۰۰ دلار (معادل ۹۰۰۰ دلار در سال ۲۰۲۳) درآمد داشت. در مقابل، دوروتی کیلگالن و فی امرسون، دومین پانلیست پردرآمد تلویزیون، ۵۰۰ دلار (معادل ۴۵۰۰ دلار در سال ۲۰۲۳) برای هر حضور دریافت کردند.
فرانسیس نقش اصلی آخرین قسمت‌های The Comeback Story را برعهده داشت، یک نمایش واقعی کوتاه مدت در سال ۱۹۵۴ در ABC که در آن بیشتر افراد مشهور داستان‌هایی را دربارهٔ غلبه بر ناملایمات در زندگی شخصی خود به اشتراک می‌گذاشتند.
فرانسیس پیشگام زنان در تلویزیون بود و یکی از اولین کسانی بود که برنامه‌ای را اجرا کرد که ماهیت موسیقی یا نمایشی نداشت. از سال ۱۹۵۴ تا ۱۹۵۷، او مجری و سردبیر خانه، برنامه یک ساعته مجله NBC در طول روز با محوریت زنان بود، که توسط رئیس شبکه پت ویور برای تکمیل برنامه‌های امروز و امشب شبکه طراحی شد. در سال ۱۹۵۴، او بر روی جلد مجله نیوزویک ظاهر شد. او در اواسط دهه ۱۹۵۰ میزبان گشت استعدادهای درخشان بود. در سال ۱۹۶۲، فرانسیس یکی از افراد متعددی بود که در یک دوره زمانی قبل از اینکه جانی کارسون به عنوان مجری از جک پار به عنوان میزبان انتخاب شود، به عنوان میزبان مهمان امشب استخدام شد. این باعث شد که او اولین زنی باشد که نه تنها امشب، بلکه یک برنامه گفتگوی شبکه ملی ایالات متحده در اواخر شب را میزبانی می‌کند.
او در چند فیلم هالیوودی ایفای نقش کرد و در نقش یک خیابان گرد که طعمه بلا لوگوسی دانشمند دیوانه در فیلم Murders in the Rue Morgue (1932) می‌شود، بازی کرد. در خاطرات خود، فرانسیس گفت که او برای این فیلم انتخاب شد، اگرچه تنها تجربه بازیگری او در آن زمان در یک تولید کوچک شکسپیر در مدرسه صومعه ای بود که او در آن تحصیل کرده بود. حدود شانزده سال بعد، او در نسخه سینمایی نمایشنامه همه پسران من (۱۹۴۸) اثر آرتور میلر با ادوارد جی رابینسون ظاهر شد.
در دهه ۱۹۶۰، فرانسیس سه فیلم ساخت: یک، دو، سه (۱۹۶۱)، به کارگردانی بیلی وایلدر و فیلمبرداری در مونیخ، که در آن نقش همسر جیمز کاگنی را بازی کرد. The Thrill of It All (1963) با دوریس دی و جیمز گارنر. و در سال ۱۹۶۸ نسخه تلویزیونی نمایشنامه لورا که چندین بار روی صحنه بازی کرده بود. آخرین بازی او در فیلم فدورا (۱۹۷۸) وایلدر بود.
در سال ۱۹۷۸، فرانسیس زندگی‌نامه خود را به نام آرلین فرانسیس: خاطرات، با دوست دیرینه فلورانس روم نوشت. در سال ۱۹۶۰، او چیزی معین را نوشت: جادوی جذابیت، و یک کتاب آشپزی به نام زمانی برای آشپزی نیست، در سال ۱۹۶۱ منتشر کرد. او از سال ۱۹۸۰ تا ۱۹۸۲ عضو هیئت داوران جوایز پی بادی بود. فرانسیس همچنین در برنامه‌های تلویزیونی از جمله خانم G. Goes to College در سال ۱۹۶۲ در قسمت "مادر Affair" مهمان بود.
فرانسیس در طول دهه ۱۹۸۰ به صورت پراکنده در تلویزیون حضور پیدا کرد و آخرین حضور او در جشن تولد مارک گودسون و در نمایش هوارد استرن با رابین کویورز و کیتی کارلایل در سال ۱۹۹۱ بود.

## زندگی شخصی
فرانسیس دو بار ازدواج کرد. اولین ازدواج او، از ۱۹۳۵ تا ۱۹۴۵، با نیل اگنیو، مدیر اجرایی پارامونت پیکچرز بود. آنها در سال ۱۹۴۵ طلاق گرفتند.
او در مورد این تجربه در زندگی‌نامه خود در سال ۱۹۷۸ نوشت:
پس از ایجاد وقفه فیزیکی واقعی، برای من راحت تر از آن چیزی بود که فکرش را می‌کردم، برای نیل توضیح دهم که چه احساسی داشتم، چه احساسی را برای مدت طولانی داشتم. البته نه همه. من احساس می‌کردم حوزه‌هایی وجود داشت که حتی آن زمان هم نمی‌توانستم درباره‌شان صحبت کنم، که برای او خیلی آزاردهنده بود. من نسبتاً او را می‌دیدم، و او از من خواستگاری می‌کرد که انگار تازه با هم آشنا شده بودیم، اما من در حال ساختن نقاط قوتی بودم که به من امکان داد نه تنها در برابر بداخلاقی‌های او (از جمله یک خانه کوچک دوست داشتنی که در نیویورک به عنوان وسوسه ای برای تغییر عقیده من خرید) بلکه در مقابل والدینم نیز مقاومت کنم، آنها هم هر کاری می‌کردند تا ببینم من به وضعیتی که قبلاً برگشته بودم.
همان‌طور که او در زندگی‌نامه خود فاش کرد، اعتراف کرد که هرگز نباید با نیل اگنیو ازدواج می‌کرد زیرا عاشق او نبود. در طول ازدواج، او با تهیه‌کننده و بازیگر مارتین گابل آشنا شد و عاشق او شد. او او را تشویق کرد تا اگنیو را طلاق دهد، که یکی از منابع عذاب او بود زیرا والدینش اگنیو را مانند یک پسر دوست داشتند. پس از اینکه فرانسیس از او طلاق گرفت تا با گابل ازدواج کند، آنها در ابتدا به دلایل مختلفی از جمله طلاق او، گابل را دوست نداشتند.
ازدواج فرانسیس با گابل از سال ۱۹۴۶ تا زمان مرگ او در سال ۱۹۸۶ ادامه داشت. گابل مهمان مکرر میهمان در برنامه What's My Line بود؟ این زوج که اغلب در برنامه با هم دوست داشتند، صاحب پسری به نام پیتر گابل شدند که در ۲۸ ژانویه ۱۹۴۷، یک محقق حقوقی مرتبط با کالج جدید کالیفرنیا در سانفرانسیسکو به دنیا آمد. پیتر گابل یکی از سردبیران تیکون، یک مجله تفسیری جامعه یهودی بود. پیتر در حالی که به عنوان راهنمای تور در نمایشگاه جهانی نیویورک در سال ۱۹۶۴ کار می‌کرد، مادرش را به عنوان یک شرکت کننده در برنامه What's My Line؟ غافلگیر کرد.
فرانسیس و شوهرش در ژوئن ۱۹۶۲ شکایتی را به مبلغ ۱۸۵۰۰۰ دلار که توسط بیوه مردی از دیترویت تنظیم شده بود، به پایان رساندند که بر اثر سقوط یک دمبل از آپارتمان طبقه هشتم خانواده گابل در برج ریتز و ضربه به سر او در حالی که او برای جشن تولدش به نیویورک رفته بود، کشته شد. فرانسیس، گابل، و پسرشان پیتر در حال تعطیلات در کانکتیکات بودند که حادثه ۱۹۶۰ رخ داد. فرانسیس به خدمتکارشان دستور داده بود تا زمانی که آنها نبودند فرش را شامپو بشویید. خدمتکار پنجره‌ها را برای مدت طولانی باز نگه داشت تا بوی شامپو به حداقل برسد. دمبل بخشی از تجهیزاتی بود که فرانسیس برای تمرین منظم وزنه‌برداری از آن استفاده می‌کرد.
در ۲۶ مه ۱۹۶۳، فرانسیس در حالی که به تنهایی از یک تئاتر در لانگ آیلند به سمت استودیو منهتن می‌رفت، در حالی که او برای پخش زنده برنامه What's My Line؟ نیرویی که از یک ماشین به ماشین او اصابت کرد باعث شد که او روی سطح خیس پارک وی ایالتی شمالی لغزید، از جداکننده بتنی بزرگراه پرید و با خودروی حاوی پنج سرنشین برخورد کرد که یکی از آنها کشته شد. فرانسیس دچار شکستگی استخوان ترقوه، ضربه مغزی و بریدگی‌ها و کبودی‌های زیادی شد.
فرانسیس به خاطر پوشیدن یک آویز الماس به شکل قلب، هدیه ای از Gabel، که تقریباً در تمام برنامه‌های What's My Line خود می‌پوشید، شهرت داشت. در سال ۱۹۸۸ هنگامی که او از تاکسی شهر نیویورک خارج می‌شد، یک سارق آویز را از او دزدید.

## مرگ
فرانسیس در سن ۹۳ سالگی در ۳۱ مه ۲۰۰۱ در سانفرانسیسکو، کالیفرنیا بر اثر بیماری آلزایمر و سرطان درگذشت. او در پارک یادبود روزولت در ترووس، پنسیلوانیا به خاک سپرده شده است.